# Чудовий день у нашому районі
«Чудовий день у нашому районі»(англ. A Beautiful Day in the Neighborhood) — американський драматичний фільм режисера Маріель Геллер, знятий за сценарієм Міки Фітцермана-Блю та Ноа Гарпстером. 
У фільмі знімались Том Генкс, Метью Ріс і Кріс Купер. Ріс виконав роль журналіста журналу «Esquire», якому було доручено написати про телевізійну ікону Фреда Роджерса (роль Генкса). Прем'єра кінокартини у США відбулася 22 листопада 2019 року компанією TriStar Pictures.

## Сюжет
Цинічний журналіст, лауреат премії, Ллойд Фогель (Меттью Ріс), отримує доручення написати для журналу «Esquire» про улюбленця публіки, телеведучого Фреда Роджерса (Том Генкс). Після зустрічі з Роджерсом Фогель змінює свої погляди на життя.

## У ролях
| Актор               | Роль          |
| ------------------- | ------------- |
| Том Генкс           | Фред Роджерс  |
| Метью Ріс           | Ллойд Фогель  |
| Кріс Купер          | Джеррі Фогель |
| Сюзан Келечі Вотсон | Андреа Фогель |
| Енріко Колантоні    | Білл Айлер    |
| Меріенн Планкетт    | Джоан Роджерс |
| Теммі Бланчард      | Лоррейн       |
| Венді Маккена       | Дороті        |
| Сакіна Джеффрі      | Еллен         |
| Кармен К'юсак       | Марджи        |
| Ноа Гарпстер        | Тодд          |
| Медді Корман        | Бетті Аберлін |

## Створення фільму

### Виробництво
29 січня 2018 року було оголошено про те, що компанія TriStar Pictures компанії Sony придбала права на світову дистрибуцію біографічного фільму «Ти — мій друг», заснованого на статті журналу «Esquire» 1998 року про телеведучого Фреда Роджерса, роль якого буде виконувати Том Генкс. Сценарій Міки Фітцермана-Блю і Ноа Гарпстера був у чорному списку 2013 року найкращих сценаріїв, припускалось, що режисером стане Маріелль Геллер, продюсерами Марк Тертлтауб, Пітер Сараф і Юрі Генлі з компанії Big Beach. У липні 2018 року Меттью Ріс приєднався до акторів фільму, щоб виконати роль журналіста Тома Джунода, також стало відомо, що виробництво розпочнеться у вересні 2018 року. У серпні 2018 року Кріс Купер отримав роль батька Джунода, а у вересні була додана Сюзан Келечі Вотсон. У жовтні 2018 року до фільму приєдналися Енріко Колантоні, Меріенн Планкетт, Теммі Бланчард, Венді Маккена, Сакіна Джеффрі, Кармен К'юсак, Гарпстер і Медді Корман.
Основні зйомки розпочалися 10 вересня 2018 року в Піттсбурзі, кілька сцен зображали Нью-Йорк. Зйомки також відбувалися у студії Фреда Роджерса в WQED (TV), де телеведучий записував «Сусідство Містера Роджерса». Виробництво завершено 9 листопада 2018 року.
27 грудня 2018 року було оголошено, що фільм був офіційно названий «Чудовий день у нашому районі».

### Нещасний випадок
12 жовтня 2018 року у звукового режисера Джеймса Емсвіллера стався серцевий напад і він впав з балкона другого поверху. Він був доставлений в медичний центр Університету Піттсбурга, де оголосили про його смерть.

### Музика
У 2018 році Нейт Геллер був обраний, щоб написати музику до фільму.

## Випуск
Світова прем'єра фільму відбулась 7 вересня 2019 року у рамках міжнародного кінофестивалю у Торонто. На території США випустили у прокат 22 листопада 2019 року.